# Grupo coroa
Em filogenética, o grupo coroa de um conjunto de espécies consiste nos representantes vivos desse conjunto, juntamente com todos os seus ancestrais até ao ancestral comum mais recente e todos os descendentes desse ancestral. É assim um clado, um grupo constituído por uma espécie e todos os seus descendentes. O conceito foi desenvolvido por Willi Hennig, autor da cladística, como forma de classificar os organismos vivos em relação aos seus ancestrais extintos, e publicado na obra "Die Stammesgeschichte der Insekten", enquanto a terminologia "coroa" e "ramo" foi cunhada por R. P. S. Jefferies em 1979. Embora formulado na década de 1970, o termo não era de uso comum até à sua reintrodução em 2000 por Graham Budd e Sören Jensen.